# 누게두산타비토리아
누게두산타비토리아(Nughedu Santa Vittoria, 사르데냐어로 누게두, Nughedu)는 이탈리아 사르데냐 주 오리스타노도에 있는 코무네이다. 칼리아리에서 북쪽으로 약 100 킬로미터 (62 mi) 떨어져 있고, 오리스타노에서 북동쪽으로 약 40 킬로미터 (25 mi) 떨어져 있다.
누게두산타비토리아는 아르다울리, 아우스티스, 비도니, 네오넬리, 올차이, 소라딜레와 접한다. 이곳에는 여러 도무스 데 야나스와 원시 누라게를 포함한 많은 선사 시대 건축물이 있다.